# Galliera
Galliera (emilián nyelven Galîra) település Olaszországban, Emilia-Romagna régióban, Bologna megyében. Lakosainak száma 5595 fő (2023. január 1.). Galliera Malalbergo, Poggio Renatico, Terre del Reno, Pieve di Cento és San Pietro in Casale községekkel határos.

## Népesség
A település lakossága az elmúlt években az alábbi módon változott:
| Lakosok száma | 7100 | 5451 | 5595 |
|               | 2012 | 2018 | 2023 |